# District régional de Central Okanagan
Le District régional de Central Okanagan en Colombie-Britannique est situé dans le centre-sud de la province. Il est entouré par le district régional de North Okanagan au nord et à l'est, par le district régional de Thompson-Nicola à l'ouest et par le district régional de Okanagan-Similkameen et le district régional de Kootenay Boundary au sud. Le siège du district régional se situe à Kelowna.

## Villes principales
- Kelowna
- Westbank
- Peachland
- Winfield

## Routes principales
Routes principales traversant Central Okanagan:
- Highway 33
- Highway 97